# ديوغو كاسترو سانتوس
ديوغو كاسترو سانتوس (بالبرتغالية: Diogo Castro Santos‏) هو مهندس برتغالي، ولد في 26 أبريل 1969.